# الاتحاد العالمي للقلب
الاتحاد العالمي للقلب (اختصارًا WHF) هو منظمةٌ غير حكوميةٍ يقع مقرها في جنيف بسويسرا. تشكلت عام 1972م. يشغل فاوستو جايه بينتو [الإنجليزية] منصب الرئيس حاليًا.
اندمجت الجمعية الدولية لطب القلب مع الاتحاد الدولي لطب القلب (والذي تأسس عام 1970م) لتشكيل الجمعية الدولية واتحاد طب القلب في عام 1978م. غيرت هذه الهيئة اسمها إلى الاتحاد العالمي للقلب في عام 1998م. يستضيف الاتحاد المؤتمر العالمي لطب القلب. عُقد اجتماعٌ دوليٌ تمهيديٌ وغير رسميٍ لأطباء القلب في براغ عام 1933م، ولكن ظهور النازية والحرب العالمية الثانية منعت التعاون الدولي في هذا المجال حتى عام 1946م، وذلك عندما عقد مؤتمر طب القلب في مكسيكو سيتي. عقد أول مؤتمرٍ عالمي حقيقي في عام 1950م. انعقد المؤتمر العالمي الأول لطب القلب في باريس في سبتمبر/أيلول 1950م، وكان تحت رعاية الجمعية الدولية لطب القلب، والتي كانت قد تأسست قبل أربع سنوات. كما عقدت المؤتمرات اللاحقة كل أربع سنواتٍ حتى عام 2006م، ومنذ ذلك الحين، أصبحت تعقد كل عامين.
تأسس «اليوم العالمي للقلب» في عام 2000م؛ وذلك لتنبيه الأفراد في جميع أنحاء العالم بأنَّ أمراض القلب والأوعية الدموية والسكتة الدماغية هما السببان الرئيسيان للوفاة في العالم. يحتفل بهذا اليوم في 29 سبتمبر/أيلول من كل عام.
يعد اليوم الاتحاد العالمي للقلب المنظمة الرائدة في التعريف بأمراض القلب والأوعية الدموية؛ وذلك بهدف تمكين المواطنين من جميع أنحاء العالم للوصول إلى المعلومات الأساسية والرعاية والعلاج من أجل الحفاظ على سلامة هذه الأعضاء الحيوية.

## وصلات خارجية
- الموقع الرسمي